# Jan Spurk
Johannes Josef Maria „Jan“ Spurk (* 1956 in Diefflen (heute Dillingen/Saar)) ist ein deutscher Soziologe.

## Leben
Jan Spurk wurde in Diefflen als Sohn des dortigen Ortsbürgermeisters und späteren Schulleiters der Dillinger Odilienschule Josef Spurk (CVP) und dessen Ehefrau Hilde (geb. Hamm) geboren. Nach dem Abitur in Dillingen im Jahr 1975 studierte Spurk in Frankfurt am Main Soziologie. Nach dem Diplom im Jahr 1982 und einer Assistententätigkeit am Lycée Sainte-Geneviève in Versailles promovierte er in Frankfurt im Jahr 1985. Von 1986 bis 1987 arbeitete er am Institut für Sozialwirtschaft der Universität des Saarlandes in Saarbrücken, von 1987 bis 1991 war er wissenschaftlicher Mitarbeiter am Institut für Wirtschafts- und Sozialwissenschaften der Westfälischen Wilhelms-Universität in Münster. In den Jahren 1991–1996 arbeitete Spurk als wissenschaftlicher Mitarbeiter an der Universität Orléans (Faculté de Droit, d’Economie et de Gestion). Die deutsche Habilitation erfolgte im Jahr 1999 in Frankfurt und die französische Habilitation im Jahr 2000 an der Universität Evry-Val d’Essonne. Von 1996 bis 2003 war er Professor an der Universität Evry-Val d’Essonne. Seit dem Jahr 2003 ist Jan Spurk Professor an der Universität Descartes (Faculté Sciences Humaines et Sociales – Sorbonne) in Paris. Im Jahr 2005 nahm er eine Gastprofessur an der Katholischen Universität Eichstätt-Ingolstadt wahr. Jan Spurk lebt in Paris, ist verheiratet und hat eine Tochter. Er ist Schwager des Psychologen Peter Winterhoff-Spurk.
Familiennamen
In Deutschland finden sich in althochdeutschen Glossen vorwiegend ab dem 10. Jahrhundert aus den von Spohra/Spurcha entwickelten Namensformen der Begriff „Spurk“ für die Wacholderpflanze. Der Familienname Jan Spurks dürfte sich vom historischen Klosterhof „Auf dem Spurk“ der ehemaligen Prämonstratenserabtei Wadgassen, der sich wenige Kilometer von Jan Spurks Geburtsort befindet, herleiten.

## Deutschsprachige Schriften (Auswahl)
- Soziologie der französischen Arbeiterbewegung, Berlin: Argument-Verlag, 1986, ISBN 3-88619-606-2 (zugleich Dissertation, Frankfurt am Main, 1985, dortiger Titel: Arbeiterklasse, Arbeiterbewegung und Arbeiterorganisationen unter den Bedingungen der reellen Subsumtion)
- Gemeinschaft und Modernisierung. Entwurf einer soziologischen Gedankenführung, Berlin; New York: de Gruyter, 1990, ISBN 3-11-012399-1
- Nationale Identität zwischen gesundem Menschenverstand und Überwindung, Frankfurt/Main; New York: Campus-Verlag, 1997, ISBN 3-593-35657-0
- Bastarde und Verräter – Jean Paul Sartre und die französischen Intellektuellen, Bodenheim: Syndikat, 1998, ISBN 3-931705-19-6
- Europäische Soziologie als kritische Theorie der Gesellschaft, Wiesbaden: VS, Verlag für Sozialwissenschaften, 2006, ISBN 3-531-14996-2.